# 镇远门
镇远门，俗称大北门，始建于1376年，为明太原府八大门之一。初名镇朔，后改镇远，清代亦称大北门。后演化为地区和街巷名。